# Самолети (филм)
„Самолети“ (на английски: Planes) е американски компютърно анимиран филм от 2013 г., продуциран от DisneyToon Studios и разпространяван от Уолт Дисни Пикчърс. Това е спиноф на филмовата поредица Колите и първият филм в планираната трилогия „Самолети“.

## Синхронен дублаж

### Озвучаващи актьори
| Роля                            | Изпълнител             |
| ------------------------------- | ---------------------- |
| Дъсти Кропхопър                 | Иван Велчев            |
| Скипър Райли                    | Марин Янев             |
| Чъг                             | Георги Иванов          |
| Доти                            | Александра Сърчаджиева |
| Рошел                           | Светлана Смолева       |
| Ишани                           | Йорданка Илова         |
| Булдог                          | Тодор Георгиев         |
| Ледботъм                        | Сава Пиперов           |
| Ел Чупакабра                    | Петър Върбанов         |
| Рипслингър                      | Христо Узунов          |
| Ехо                             | Тодор Георгиев         |
| Браво                           | Росен Русев            |
| Роупър                          | Константин Лунгов      |
| Нед/Зед                         | Явор Караиванов        |
| Брент Мустангбургер             | Стоян Цветков          |
| Колин Каулинг Франц Флигенхозен | Георги Стоянов         |
| Спарки                          | Любомир Фърков         |

### Други гласове
| Цветослава Симеонова |
| Момчил Степанов      |
| Петър Чернев         |
| Димитриян Иванов     |

### Песни
| Песен           | Изпълнител                                                                      |
| --------------- | ------------------------------------------------------------------------------- |
| Машина за любов | Изпълнява: Иван Иванов Музикален режисьор: Евгений Манев Адаптация: Дея Дойчева |

### Екип
| Обработка                       | Доли Медия Студио Shepperton International |
| Продуцент на българската версия | Disney Character Voices International      |
| ------------------------------- | ------------------------------------------ |
| Режисьор на дублажа             | Даниела Горанова                           |
| Превод Творчески ръководител    | Венета Янкова                              |